# John Jowitt
John Jowitt (25 februari 1961) is een Britse basgitarist bekend van de progressieve-rockbands IQ en Jadis en voormalig bassist bij Arena en Ark. Al deze bands spelen in het subgenre van de neo-prog. Verder speelde hij in de band Frost* en in diverse projecten zoals Neo en de John Young Band. Naast de basgitaar zingt hij ook regelmatig mee in de diverse bands. Hij kreeg 8 maal de prijs voor de beste bassist van de British Classic Rock Society.
In april 2011 ging hij na zijn vertrek bij IQ weer terug naar zijn oude band Arena, die hij eerder in 1999 verliet. Met Arena speelt hij als bassist tijdens de Europese ARENA 'THE SEVENTH DEGREE OF SEPARATION' TOUR NOVEMBER 2011. In augustus 2016 sluit John zich aan bij de nieuwe band Time Collider een progressieve-rockband gevormd in 2016 door Fudge Smith (bekend van Pendragon en Steve Hackett) en Tommy Fox. Hun debuutalbum Travel Conspiracy wordt in 2017 verwacht.

## Historie
John Jowitt begon in 1988 als bassist bij de Engelse band Ark, waarmee hij twee mini-albums maakte. In oktober 1990 verliet hij Ark en startte hij bij de band IQ als bassist en zanger na hun album J'ai Pollette d'Arnu. Met IQ maakte hij 15 albums. Daarnaast speelde hij in Jadis van Gary Chandler, waarin hij in 1989 begon samen met Martin Orford (ook van IQ) als opvolger van bassist Nick May. Met Jadis maakte John Jowitt 5 albums. In 1996 verlieten Martin Orford en John Jowitt tijdelijk de band Jadis, waarna ze vervangen werden door Mike Torr (keyboards) en Steve Hunt (basgitaar). Bij de cd Understand in 2000 kwamen Martin Orford en John Jowitt terug. In verband met onenigheid over de te volgen muzikale lijn verliet Martin Orford de band Jadis daarna opnieuw. Hij speelde nog wel mee op het album Photoplay in 2006 en werd opgevolgd door Giuli Risi.
Verder speelde hij bij White Trash, een metal band uit Birmingham geformeerd in 1994 door Lee Jones (ex-Last Gang zanger).
Vervolgens speelde hij in 1998 en 1999 samen met White Trash gitarist en vriend Mark Westwood (eigenlijk meer een van de roadie's van IQ) in Dirtbox, waarmee hij één cd maakte. De neo-progmuziek lijkt enigszins op Porcupine Tree ("Story"), maar ook op Oingo Boingo.
Hiervoor had hij met dezelfde Mark Westwood een hobbybandje King Duck, waarin zij met name covers speelden zoals van de Red Hot Chili Peppers.
- Van 1996 speelde John in de band Arena, als opvolger van bassist Cliff Orsi, waarmee hij 6 albums maakte. Dit duurde tot 1998 waarna hij in 1999 werd opgevolgd door Ian Salmon. Arena maakt neo-prog in de stijl van Marillion en IQ met veel invloed van de toetsenist Clive Nolan.
- Met de John Young Band in 2003 maakt hij de cd Live At The Classic Rock Society. Met name in het nummer Open Skies speelt John een belangrijke rol. De muziek is een mengeling van keyboard gedreven prog versmolten met AOR van prima kwaliteit. Ze spelen in de stijl van Genesis, Sting, Peter Gabriel, King Crimson, Radiohead en Coldplay. Eind 2003 verlaat John Jowitt de band vanwege prioriteiten bij IQ en Jadis. Hij wordt opgevolgd door Steve Vantsis (basgitaar) van Fish, zodat bijna de hele band van Fish is verenigd in de John Young Band. In 2005 speelt John mee op het album Emotional Creatures - Part One van Steve Thorne bij het nummer Gone (cross-overprog).
- Het project Neo gestart door John zelf om meer aandacht te geven aan neo-progressieve bands zoals Arena, IQ en Pendragon. Een hoogtepunt was een optreden op Rosfest in de Verenigde Staten in 2006.
- In 2006 is John Jowitt gestart in de band Frost*, die na hun eerste cd Milliontown meteen weer opgeheven werd. Frost* speelde een mix van neo-prog met popinvloeden. In 2008 werd Frost echter weer opgericht.
- In 2007 doet John mee aan het project Blind Ego van Kalle Wallner, gitarist van RPWL. Hieraan werken enkele leden van Arena, mee, maar de muziek is meer te vergelijken met Kino en The Urbane met stevige gitaargeoriënteerde neo-progressieve rock in de stijl van Arena en RPWL, maar door minder gebruikelijke maatsoorten en stevige gitaarsolo's heeft het een ruwe en alternatieve uitstraling. De inbreng van ex-Arena zanger Paul Wrightson zorgt voor het symfonische karakter van de muziek.
- Ten slotte speelt John Jowitt vanaf 2006 in het Caamora-project van Clive Nolan mee. Caamora maakt extravagante en imaginatieve muziek met een op Tracy Hitchings lijkende zang op hun eerste twee ep's: Closer (2006) en Walk on water (2007). Het toetsen- en slagwerk doet daardoor denken aan Strangers On A Train, het eerdere werk van Clive Nolan.
- In 2008 verschijnt er een Tour-cd in een kleine oplage, gevolgd door een tournee en een nieuw album.
- In 2009 gaat John weer met Frost* op tournee en ook met de band Blind Ego.

## Dwarsverbanden met andere progressieve-rockbands
In de projecten en bands waarin John Jowitt speelt en speelde zijn er tamelijk veel dwarsverbanden met andere Engelse proressieve rock-bands te vinden.
- In Ark speelde hij begin jaren 80 met Tony Short (zang, fluit), Steve Harris (gitaar), Pete Wheatley (gitaar) en Richard Deane (drum)
- In IQ speelde hij tot 2011 met Martin Orford (toetsen), Paul Cook (drum), Mike Holmes (gitaar) en Peter Nicholls (frontman, zang).
- In Jadis speelt hij met Gary Chandler (zang, gitaar), Steve Christey: (drums) en Martin Orford (toetsen, IQ) met onder andere Steve Thorne: achtergrondzang. Jadis trad in 1987 op in het voorprogramma bij IQ tijdens de Nomzamo Tour.
- Bij White Trash speelt John samen met Lee Jones (zang (ex-Last Gang), Mark Westwood (gitaar), Paul Brookes (drum, ex-Benediction)
- Daarna speelde Jowitt in Dirtbox met Mark Westwood (gitaar, zang ex White Trash), Rob Green (drum), Ian "Moon" Gould (zang), aangevuld met Tracey Hitchings (zang), Matt Goodluck (zang), Martin Orford (piano) en Tony Wright (saxofoon).
- In Arena zijn de mede-bandleden: Paul Wrightson (zang), Keith More en later John Mitchell (gitaar), Clive Nolan (toetsen, ex-Pendragon)
- Met de John Young Band opgericht begin 2003 speelt John de basgitaar en zingt hij samen met Robin Boult: gitaar (ex-Howard Jones, Fish, Big Big Sun), Dave Stewart: drums, achtergrondzang (ex-Camel, Deacon Blue, Fish) en John Young: zang, toetsen (ex-Scorpions, Asia, Paul Rodgers, Fish).
- De interactie van John met veel Britse neo-prog bands zie je ook terug in de samenstelling van het Neo-project van John Jowitt zelf met Nick Barrett, Clive Nolan (ex-Arena, Pendragon, Shadowland), Mark Westwood (ex-White Trash, Dirtbox) en Andy Edwards (IQ).
- Met Frost* speelt John Jowitt met Jem Godfrey (zang, toetsen), Andy Edwards (drums), John Mitchell (gitaar, zang) en John Boyes (gitaar, gastmuzikant). John Mitchell speelde onder andere in Arena, Kino en Frost.
- In Blind Ego speelt John Jowitt met Kalle Wallner (gitaar, lid van Duitse RPWL), John Mitchell (zang, gitaar) (ex-Arena, Kino en Frost), Clive Nolan (toetsen) en Tommy Eberhardt (drum), Paul Wrightson (zang, ex-Arena).
- Met Caamora speelt John Jowitt in 2007 met Clive Nolan en Agnieszka Swita. Verder spelen daarin Mark Westwood (gitaar, ex-Neo) en Scott Highem (drum).

## Discografie

### Met IQ
- Vrijwel alle albums zie IQ

### Met Jadis
- 1992 More Than Meets The Eye (opnieuw uitgebracht 2005)
- 1994 Across The Water
- 1998 As Daylight Fades
- 2000 Understand
- 2003 Fanatic
- 2006 Photoplay

### Met Arena
- 1996 Pride
- 1997 Edits (ep)
- 1997 The cry (ep)
- 1997 Welcome to the stage – Live
- 1998 The visitor
- 2011 The seventh degree of separation

### Met Ark
- 1988 mini album "The Dreams of Mr Jones".
- 1989 "New Scientist", ep

### Met Dirtbox
- 1999 Uneasy Listening

### Met Frost*
- 2006 Milliontown
- 2008 Tour Sampler 2008 (beperkte oplage van 1000 stuks)
- 2008 Experiments in Mass Appeal

### Met Caamora
- 2006 Closer (ep) (uitgebracht onder de naam Clive Nolan & Agnieszka Swita)
- 2007 Walk On Water (ep)
- 2008 She (dvd)

### Met Blind Ego
- 2007 Mirror

### Met Neo
- Broadcast (dvd)

### Met de John Young Band
- Live At The Classic Rock Society 2003

## Optredens (selectie)

### Met Ark
- 1989 juni in het voorprogramma van IQ's tournee 'Are You Sitting Comfortably'
- 1989 Headline Paris
- 1989 in het voorprogramma van It Bites in Tilburg, Nederland

### Met Jadis
- 1988 in het voorprogramma van Marillion bij de tournee 'Clutching At Straws'. De tournee eindigt met drie uitverkochte concerten in het London's Hammersmith Odeon
- 1989 Voor het eerst als hoofdprogramma in de uitverkochte Marquee Club
- 1992 Uitgebreide tournee als hoofdprogramma: tournee 'Lurve Ambassadors'
- 1993 Optreden op het Uden Festival in Nederland
- 1994 Lange promotietournee in Europa met de Amerikaanse band Enchant tot 1996

### Met IQ
- 12 juni 1993 in de Stadthalle in het Duitse Kleve, oftewel de live-cd 'Forever Live'
- 1998 april Amsterdam
- 2000 17 november Zoetermeer (Cultuurpodium Boerderij)
- 2001 15 december IQ & The Lens - The Mean Fiddler, London (GB)
- 2004 14 mei Zoetermeer (Cultuurpodium de Boerderij)
- 2005: Tournee Dark Matter 2005
- 17.09.05 - Robin 2 - Bilston, Engelenad en 10.12.05 - The Mean Fiddler - London
- 2007: 1 december Zoetermeer (Cultuurpodium de Boerderij)

### Met John Young Band
- 2003 januari tot maart
- 09/01/03 Crewe The Limelight
- 10/01/03 Bradford Rio
- 11/01/03 Leicester The 'Y' Theatre
- 17/01/03 High Wycombe The Swan Theatre
- 18/01/03 Southend Riga Music Bar
- 06/02/03 Southampton The Brook
- 07/02/03 Derby The Flowerpot
- 08/02/03 Deal The Astor Theatre
- 13/02/03 Stourbridge The Rock Café
- 15/02/03 Rotherham Classic Rock Society
- 21/02/03 Newcastle The Opera House
- 01/03/03 Kingston The Peel

### Met Arena
- 2005 29 april op het RoSFest Festival in Pennsylvania, Amerika
- 2011 The Seventh Degree of Separation Tour in Europa met o.a. 5 november Uden, de Pul en 17 november Zoetermeer, de Boerderij

### Met Neo
- 2006 Festival RoSFest in Amerika 28 april

### Met Blind Ego
- 2007 12 mei Zoetermeer (Cultuurpodium de Boerderij) met supportact Sylvan

### Met FROST
- 2006 Op Prog Passion 2 Festival 14 oktober Zoetermeer (Cultuurpodium de Boerderij)
- Met For Absent Friends en Pallas op het programma